# Bandeira do Chile
A bandeira nacional do Chile apresenta duas listas horizontais iguais de branco (topo) e vermelho, com um quadrado azul com a mesma altura da lista branca no canto superior esquerdo, contendo uma estrela branca de cinco pontas, ou seja, um pentagrama.
O protocolo determina que a bandeira pode ser pendurada horizontal ou verticalmente, mas que a estrela deve ficar sempre colocada no canto superior esquerdo.
As cores têm significados:
- Vermelho: representa o sangue dos patriotas que lutaram pela independência.
- Branco: representa a neve dos Andes.
- Azul: representa o azul dos céus.
- A estrela única: sublinha o facto de que o Chile é uma república unitária e não uma república federal.

Nota: A Bandeira do Texas, dos Estados Unidos, é parecida com a bandeira chilena.

## Bandeiras Históricas

Bandeira possivelmente utilizada por tropas mapuches no começo do século XVIII.
Cruz de Borgonha, emblema do Império Espanhol.
Bandeira da Espanha desde 1785.
Bandeira da Patria Vieja (1812-1814).
Bandeira do Exército dos Andes (1817).
Bandeira da Transição (1817-1818).
Possível bandeira utilizada alguns dias durante 1817.
Reprodução do desenho original da bandeira.

## Outras Bandeiras

Bandeira presidencial.
Bandeira Marítima.

### Bandeiras Provinciais

Bandeira da Região de Tarapacá
Bandeira da Região de Antofagasta
Bandeira da Região de Atacama
Bandera da Região de Coquimbo
Bandeira da Região de Maule
Bandeira da Região de Araucanía
Bandeira da Região de Aisén
Bandeira da Magalhães e Antártica